# Съюз на артистите в България
Съюзът на артистите в България (САБ) е творческо-синдикална организация, която представлява интересите на своите членове пред техните работодатели и държавните институции. Седалището на организацията е в София. Членовете на САБ са работещи в театралното и други сродни изкуства.
Членовете на Съюзът на артистите в България придобиват право на колективно членство в Световната федерация на артистите. САБ предоставя представителност и безплатна юридическа защита за членовете си. САБ е основан през ноември 1921 г. под името „Съюз на българските артисти“.

## Председатели
Председателите на САБ през годините са: 
- 1921 – 1924: Тачо Танев
- 1924 – 1925: Кръстьо Сарафов
- 1925 – 1929: Васил Кирков
- 1929 – 1932: Георги Стаматов
- 1932 – 1935: Владимир Тенев
- 1935 – 1938: Стефан Киров
- 1938 – 1945: Владимир Тенев
- 1945 – 1964: Петър Димитров
- 1964 – 1968: Мирослав Миндов
- 1968 – 1970: Ружа Делчева
- 1970 – 1986: Любомир Кабакчиев
- 1986 – 1989: Цветана Манева
- 1989 – 1990: Ванча Дойчева
- 1990 – 2005: Стефан Илиев
- 2005 – днес: Христо Мутафчиев